# Amata bessarabica
Amata bessarabica là một loài bướm đêm thuộc phân họ Arctiinae, họ Erebidae.